# Karipska zajednica

Karipska zajednica (CARICOM) je organizacija 15 karibskih naroda. Glavne svrhe su promicanje gospodarske integracije i suradnje među svojim članovima, kako bi se osiguralo da su prednosti integracije ravnopravno podijeljene te koordinirana vanjska politika. .

Njegove glavne aktivnosti uključuju koordiniranu ekonomsku politiku i planiranje razvoja. Osmišljavanje i pokretanje posebnih projekata za manje razvijene zemlje članice.  Dio članica CARICOM-a ima regionalno jedinstveno tržište. Sjedište organicacije je u Georgetownu u Gvajani.
Od osnutka Karibske zajednice većinom se koristio englesko-kreolski jezik, zatim je dodan nizozemski (govori se u Surinamu) 4. srpnja 1995. i francuski (francusko-kreolski govori se Haitiju)  2. srpnja 2002., zajednica se 2002. godine dogovorila da će španjolski biti drugi radni jezik. 
Godine 2001. revidiran je Ugovor iz Chaguaramasa što je otvorilo put za transformaciju ideje o zajedničkom tržištu. Dio izmijenjenog ugovora među članicama uključuje uspostavu i provedbu Karipskog suda pravde.

## Članovi
Trenutno CARICOM ima 15 punopravnih članova, 5 pridruženih članova i sedam promatrača. Sve pridružene članice su britanski prekomorski teritorij, a trenutno nije utvrđeno što je uloga pridruženih članova. Promatrači su države koje sudjeluju u barem jednom od tehničkih odbora.

### Punopravne članice
- Antigva i Barbuda
- Bahami
- Barbados
- Belize
- Dominika
- Grenada
- Gvajana
- Haiti
- Jamajka
- Montserrat
- Sveti Kristofor i Nevis
- Sveta Lucija
- Sveti Vincent i Grenadini
- Surinam
- Trinidad i Tobago

### Pridruženi članovi
- Angvila
- Bermudi
- Britanski Djevičanski Otoci
- Kajmanski Otoci
- Otoci Turks i Caicos

### Promatrači
- Aruba
- Kolumbija
- Curaçao
- Dominikanska Republika
- Meksiko
- Portoriko
- Sint Maarten
- Venezuela

## Vanjske poveznice
- Službena stranica  Arhivirana inačica izvorne stranice od 11. srpnja 1998. (Wayback Machine)